# كهنة كلباد (مقاطعة بندر غز)
کهنة کلباد (بالفارسية: کهنه‌کلباد) هي قرية تقع في إيران في قسم لیوان الريفي. يقدر عدد سكانها بـ 318 نسمة بحسب إحصاء 2016.